# Iskra z Polski

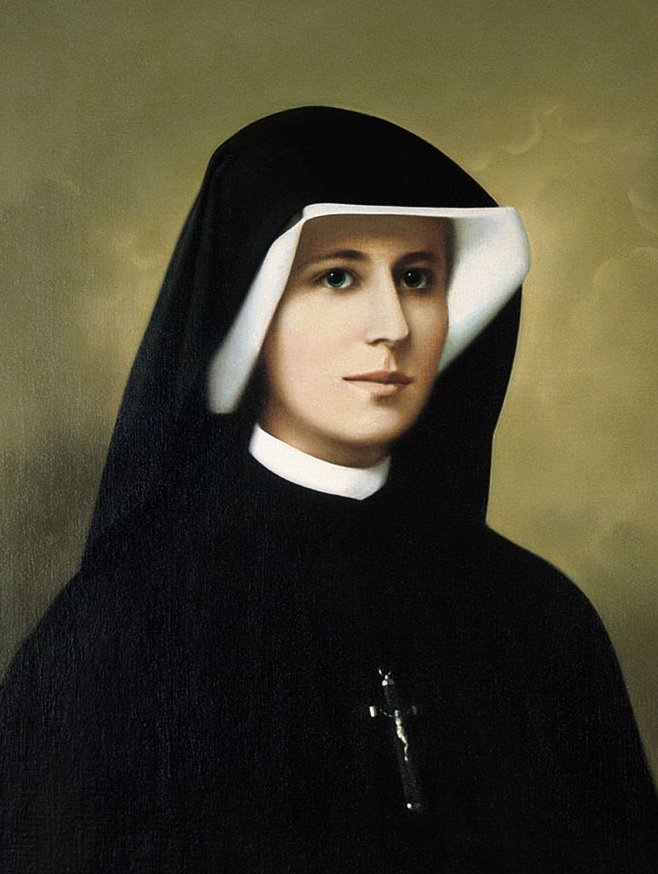
Św. Faustyna Kowalska - portret pędzla Stanisława Sztama

Iskra z Polski – przepowiednia na temat przyszłości Polski, która według relacji św. Faustyny Kowalskiej została przekazana jej przez Jezusa Chrystusa. Pełny tekst przepowiedni brzmi:

Polskę szczególnie umiłowałem, a jeżeli posłuszna będzie woli mojej, wywyższę ją w potędze i świętości. Z niej wyjdzie iskra, która przygotuje świat na ostateczne przyjście moje.

Według relacji św. Faustyny, Jezus objawiał się jej wielokrotnie. Na polecenie jednego ze swoich spowiedników, ks. Michała Sopoćki, zaczęła prowadzić szczegółowy zapis swoich duchowych przeżyć, znany potem jako Dzienniczek.
W 1938 roku w szpitalu na krakowskim Prądniku, Faustyna kilku innym siostrom zakonnym, zapowiedziała wybuch wojny (II wojna światowa). Miała widzenia ogromnych zniszczeń, eksterminacji, prześladowań duchowieństwa. Swojemu spowiednikowi, księdzu Sopoćce mówiła, że „w Polsce przyjdą bardzo ciężkie chwile. Widziała rodaków wywożonych na wschód i zachód”.
Faustyna codziennie modliła się za Polskę i ofiarowywała za nią cierpienia. W swoim „Dzienniczku” zapisała: „Ojczyzno moja kochana, gdybyś wiedziała ile ofiar i modłów za ciebie do Boga zanoszę” (Dz. 1038). W ostatnim roku życia usłyszała wewnętrznie słowa Jezusa: „Polskę szczególnie umiłowałem, a jeżeli posłuszna będzie woli mojej, wywyższę ją w potędze i świętości. Z niej wyjdzie iskra, która przygotuje świat na ostateczne przyjście moje” (Dz. 1732).

## Interpretacja
Obietnica Jezusa jest rozmaicie interpretowana. Niektórzy wierzący w przepowiednie interpretują w kategoriach politycznych, inni raczej widzą w niej wymiar duchowy.
Jan Paweł II w swojej wypowiedzi z 17 sierpnia 2002 roku sugerował, że ową iskrą jest orędzie Miłosierdzia Bożego przekazane przez św. Faustynę. W jego opinii „iskra” nie jest pojedynczą, konkretną osobą, ale jest zadaniem czcicieli Bożego Miłosierdzia z Polski i całego świata, która przygotuje przemianę, w imię Bożego miłosierdzia, Polski i całego świata.
Niektórzy sugerują, że ową iskrą wychodzącą z Polski był właśnie pontyfikat polskiego papieża Jana Pawła II. Jednak w opinii paulina o. Augustyna Pelanowskiego, „iskrą” tą raczej nie mógł być Jan Paweł II, ponieważ był „zbyt medialny”. Według niego: „Iskra to nie pożar, nie ognisko; to ktoś niepozorny”.
Ks. Piotr Glas w jednej ze swoich wypowiedzi wyraził pogląd: „Jeżeli Polska stanie się królestwem Chrystusa, jeżeli będziemy żyli prawem Bożym, wtedy z Polski wyjdzie iskra, która przygotuje świat na przyjście Jezusa”.
Także inni interpretatorzy podkreślają, że obietnica dana Polsce jest uzależniona od wypełnienia warunku (jeżeli posłuszna będzie mojej woli), o którym mówi sam Jezus. Dopiero po określeniu tego warunku padają słowa o iskrze, która przygotuje świat na ostateczne przyjście Chrystusa.

## Nawiązania w kulturze
W 2017 roku miał premierę film dokumentalny Proroctwo. W filmie tym wypowiada się dwunastu znawców w dziedzinie duchowości i doktryny Kościoła, m.in.: dr Wincenty Łaszewski, o. Augustyn Pelanowski, o. Stanisław Przepierski, o. Antonello Cadeddu, o. Enrique Porcu, ks. Piotr Glas, ks. Dominik Chmielewski, ks. John Baptist Bashobora. Ich wypowiedzi koncentrują się wokół słów, które Pan Jezus powiedział świętej siostrze Faustynie.